# Orange County, Texas
Orange County är ett administrativt område i delstaten Texas, USA, med 81 837 invånare. Den administrativa huvudorten (county seat) är Orange.

## Geografi
Enligt United States Census Bureau har countyt en total area på 984 km². 924 km² av den arean är land och 60 km² är vatten.

### Angränsande countyn
- Jasper County - norr
- Newton County - norr
- Hardin County - nordväst
- Jefferson County - väster
- Calcasieu Parish, Louisiana - öster
- Cameron Parish, Louisiana - sydost

### Orter
- Bridge City
- Pine Forest
- Orange (huvudort)
- Rose City
- Vidor
- West Orange